# Dorsale Dunedin
La dorsale Dunedin è una catena montuosa situata nell'entroterra della costa di Pennell, nella Terra della Regina Vittoria, in Antartide. La catena costituisce in particolare l'estremità orientale dei monti dell'Ammiragliato, a est della dorsale Lyttelton, dalla quale è separata per mezzo del ghiacciaio Dennistoun, e si estende in direzione nord-ovest/sud-est per circa 37 km, raggiungendo i 2.320 m di altezza con il picco Jennings.

## Storia
La dorsale Dunedin è stata mappata per la prima volta dallo United States Geological Survey grazie a fotografie aeree scattate dalla marina militare statunitense (USN) nel periodo 1960-63, e così battezzata dal comitato consultivo dei nomi antartici in onore della cittadina neozelandese di Dunedin, dove per molti anni le navi facenti rotta verso l'Antartide hanno potuto fare sosta per rifornirsi di carburante e generi alimentari.